# Dasyprocta coibae
Agouti de l'île de Coiba
Espèce
Statut de conservation UICN

 NT  : Quasi menacé
L'Agouti de l'île de Coiba (Dasyprocta coibae) est une espèce de rongeurs de la famille des Dasyproctidae. C'est un agouti qui ne vit que sur l'Île Coiba, il est donc endémique de Panama où c'est une espèce vulnérable d'après l'Union internationale pour la conservation de la nature (IUCN).
L'espèce a été décrite pour la première fois en 1902 par le zoologiste britannique Michael Rogers Oldfield Thomas (1858-1929).